# Niebla (Chile)
Niebla es un pueblo costero chileno de la región de Los Ríos, perteneciente a la comuna de Valdivia, en la zona sur de Chile, que funciona como ambos un pueblo dormitorio y balneario turístico de la metropóli, Valdivia, por esto, y por su integración con la ciudad, el pueblo Niebla junto a las Zonas pobladas del Camino Valdivia-Niebla, forman el Área Metropolitana de Valdivia. Se ubica en la desembocadura del río Valdivia, a 17 km al suroeste de la ciudad homónima, frente al puerto de Corral (39°51′S 73°24′O / -39.850, -73.400). Posee una población de 3989 habitantes según el censo de 2017, la cual en un gran porcentaje se compone de población flotante o permanente, principalmente de estudiantes universitarios y trabajadores jóvenes solteros, que arriendan las llamadas "cabañas" que están en todas partes de este pintoresco pueblito, solo para pernoctar, puesto que los estudiantes universitarios estudian en las universidades o institutos profesionales de Valdivia y los trabajadores jóvenes tienen sus trabajos también en Valdivia.
Niebla es el balneario más importante del Área metropolitana de Valdivia, teniendo hermosas playas y buenos restaurantes especializados en mariscos.  
Las playas de Niebla son 3, de sur a norte: la Playa Chica, la Playa Grande y la Playa de los Enamorados. Más al norte se encuentran las localidades de Los Molinos, Caleta Bonifacio, Pilolcura, San Ignacio, Playa Rosada, La Misión, Calfuco, Curiñanco y Los Pellines.

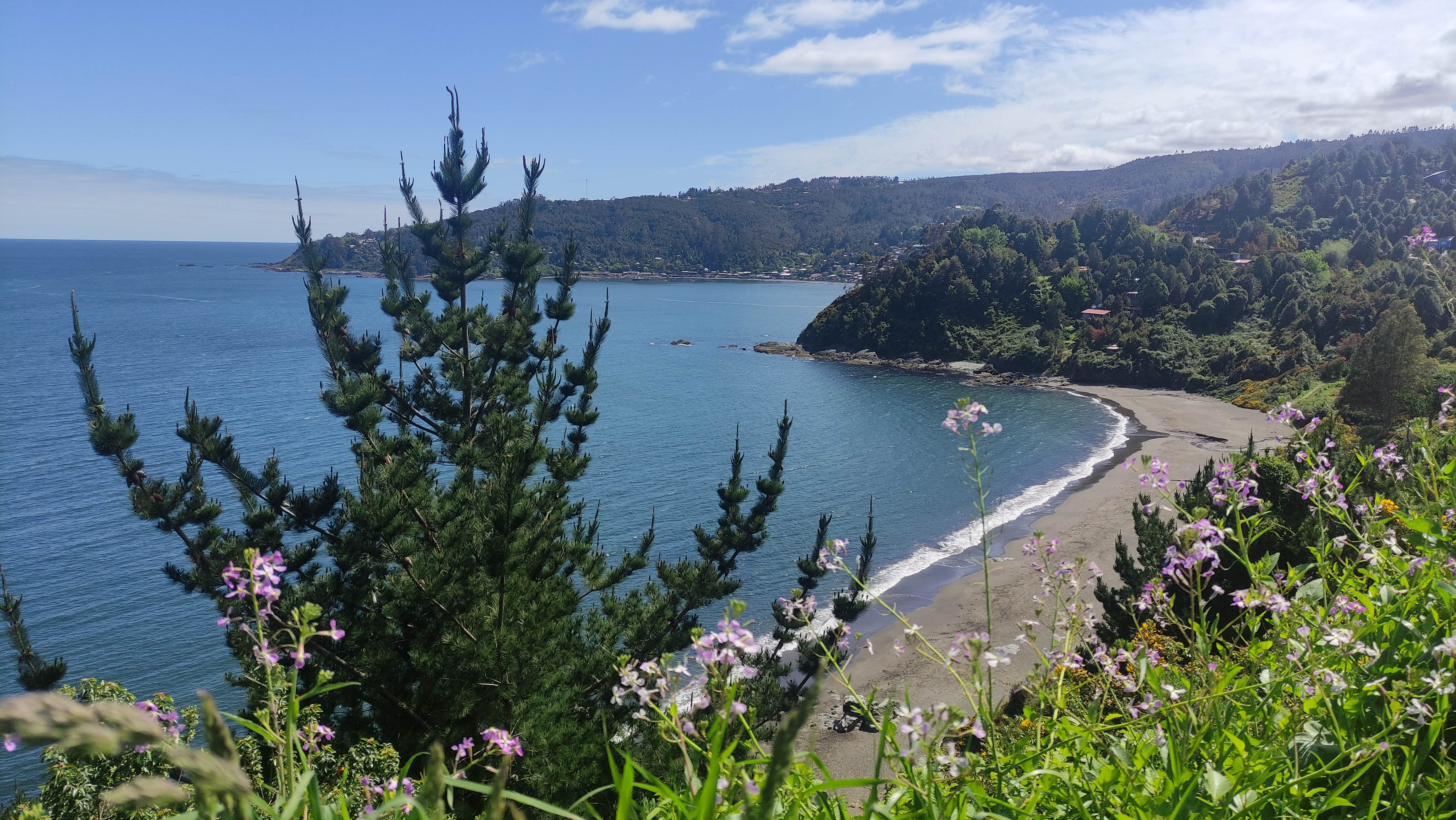
Mirador de Niebla en la primavera de 2022

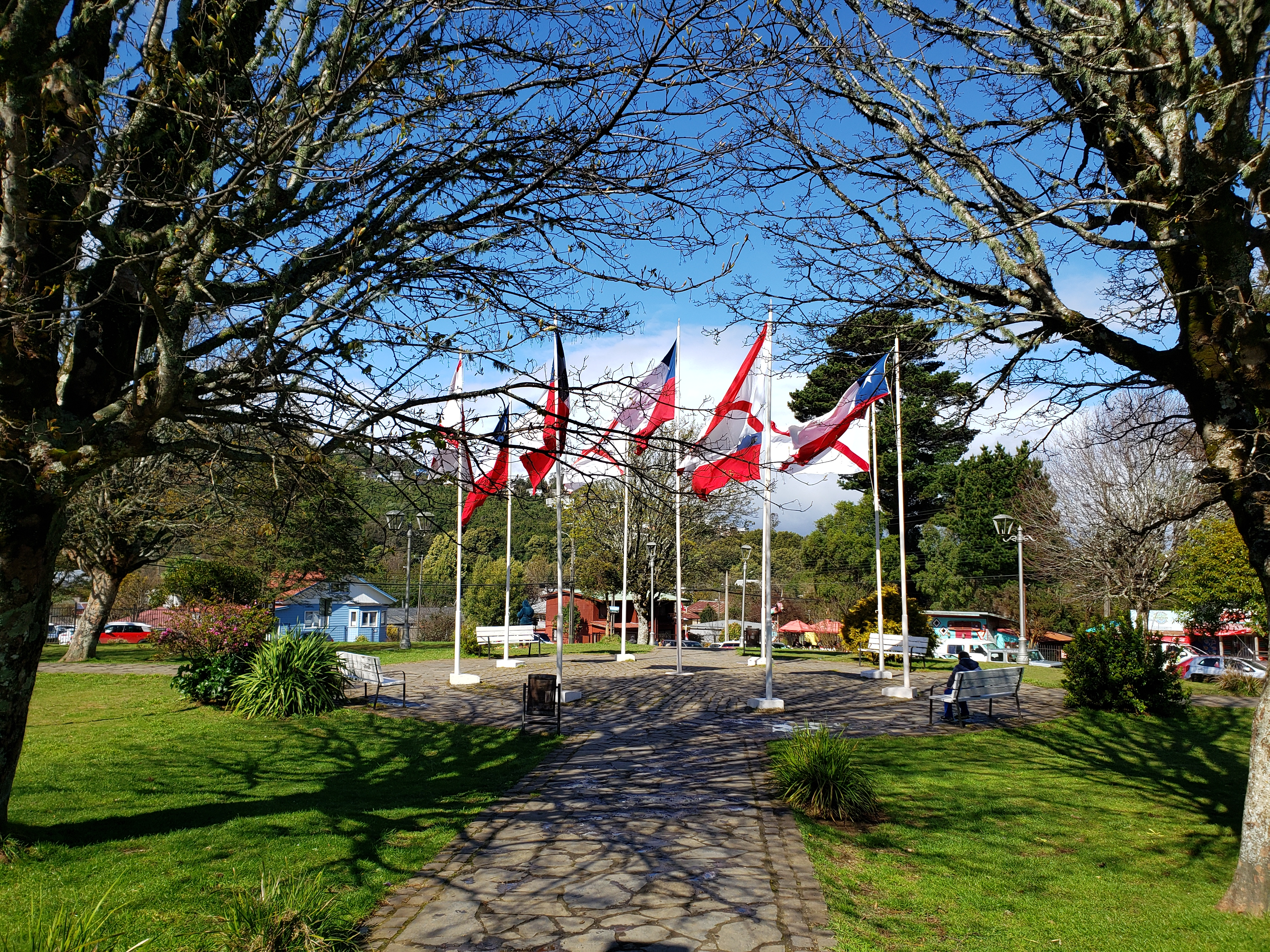
Plaza de Niebla

## Castillo de Niebla

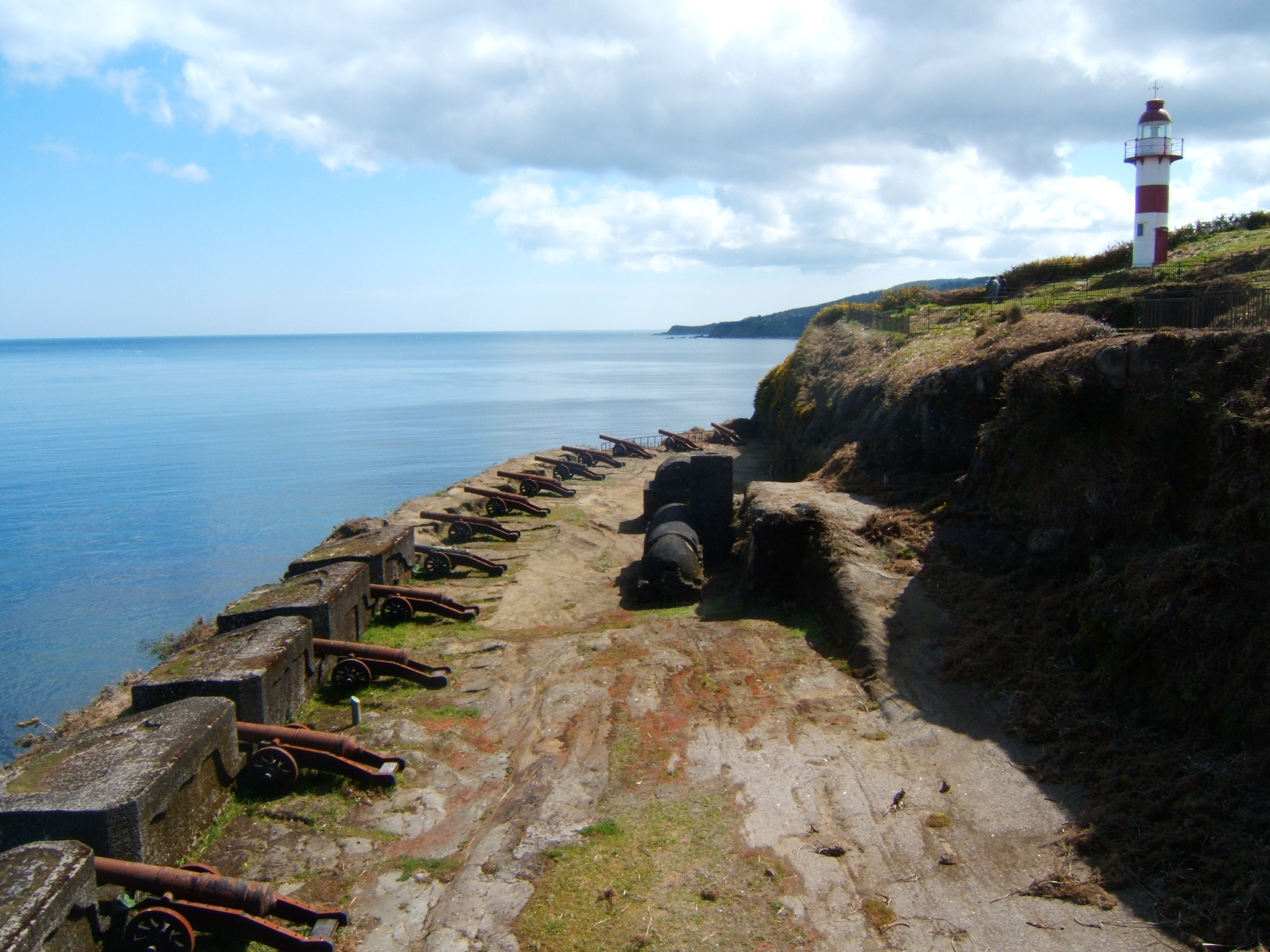
Castillo de Niebla

El Castillo de Niebla también conocido como Fuerte de Niebla, es una de las fortificaciones del sistema de fuertes de Valdivia que se construyó en el siglo 17 en el estuario del río Valdivia. Fue erigido a mediados de ese siglo por la armada que el Virrey del Perú enviara con el fin de refundar el fundo de Valdivia y levantar un complejo defensivo en su costa.

## Conectividad
La localidad está conectada a través de la Ruta T-350 desde Valdivia y por la barcaza Niebla-Corral desde Corral e Isla del Rey.